# Laharie
Laharie era una comuna francesa que estaba situada en el departamento de Landas, de la región de Nueva Aquitania, que en 1833 se fusionó con la comuna de Onesse, formando la comuna de Onesse-Laharie.

## Demografía
| Gráfica de evolución demográfica de Laharie entre 1793 y 1831 |
|                                                               |

Los datos demográficos contemplados en este gráfico se han cogido de la página francesa EHESS/Cassini.